# شمشیرزن دوره‌گرد: آغاز
شمشیرزن دوره‌گرد: آغاز (るろうに剣心 最終章 The Beginning Rurouni Kenshin: Saishūshō – Za Biginingu) یک فیلم لایو اکشن ژاپنی، ساخته سال ۲۰۲۱، براساس مانگای رورونی کنشین است. این پنجمین و آخرین فیلم از مجموعه فیلم «شمشیرزن دوره‌گرد» است و به عنوان پیش‌درآمد آن عمل می‌کند، فیلم به داستان هیمورا کنشین و گذشتهٔ او با نام «هیتوکیری باتوسای» و روابط شخصی او با زنی به نام یوکیشیرو توموئه می‌پردازد. از آنجایی که این فیلم به‌طور همزمان در کنار شمشیرزن دوره‌گرد: پایان تولید شد، رویدادهای اولی مستقیماً در دومی مورد اشاره قرار می‌گیرند و برادر توموئه، انیشی به دلیل اتفاقاتی که در آغاز رخ می‌دهد در پایان نیز حضور دارد.

## داستان
در جریان باکوماتسو در کیوتو و کشتار، هیمورا کنشین، که هیتوکیری باتوسای نیز نامیده می‌شود، یک قاتل سیاسی است که بخشی از انقلابی است که می‌خواهد شوگون‌سالاری توکوگاوا را سرنگون کند. او به قبیله چوشو می‌پیوندد و به زودی برای رهبر آنها، کیدو تاکایوشی، به عنوان یک قاتل در کنار ایزوکا؛ بازرس اعدام‌ها، کار می‌کند…

## بازیگران
- تاکرو ساتو در نقش هیمورا کنشین
- کاسومی آریمورا در نقش یوکیشیرو توموئه
- ایسی تاکاهاشی در نقش کاتسورا کوگورو
- یوسوکه اگوچی در نقش سایتو هاجیمه[۳]
- نیجیرو موراکامی در نقش اوکیتا سوجی
- کازوکی کیتامورا در نقش تاتسومی
- ماسانوبو آندو در نقش تاکاسوگی شینساکو
- تووا آراکی در نقش یوکیشیرو انیشی
- شیما اونیشی در نقش ایزوکا
- تاکاهیرو فوجی موتو در نقش کوندو ایسامی
- سوکو وادا در نقش هیجی‌کاتا توشیزو
- مانساکو ایکوچی در نقش کاتاگای
- مایو هوتا در نقش ایکوماتسو
- ماکیکو واتانابه به عنوان یک صاحبخانه
- واتارو ایچینوسه در نقش سومیتا
- کیناری هیرانو در نقش ناکاجو
- ایتا اوکونو در نقش موراکامی
- ایکی ناریتا در نقش یاتسومه مومیوی
- ماساتاکا کوبوتا در نقش آکیرا کیوساتو

## انتشار
شمشیرزن دوره‌گرد: آغاز در ۴ ژوئن ۲۰۲۱ در سینماهای ژاپن اکران شد. در ۳۰ ژوئیه ۲۰۲۱ در نتفلیکس به صورت جهانی منتشر شد